# Prisión Central de Karachi
La Prisión Central de Karachi es el nombre que recibe un centro penitenciario en la ciudad de Karachi en la provincia de Sindh, en el país asiático de Pakistán. Alberga más de 6.000 prisioneros, incluyendo algunos terroristas condenados que abarcan militantes que intentaron asesinar al expresidente de Pakistán, Pervez Musharraf.